# Acacia wickhamii
Acacia wickhamii är en ärtväxtart som beskrevs av George Bentham. Acacia wickhamii ingår i släktet akacior, och familjen ärtväxter.

## Underarter
Arten delas in i följande underarter:
- A. w. cassitera
- A. w. parviphyllodinea
- A. w. viscidula
- A. w. wickhamii